# Замок Айріштаун
Замок Айріштаун (англ. Irishtown Castle) — один із замків Ірландії, розташований в графстві Дублін. Нині від замку лишилися одні руїни.
Цей невеликий замок був побудований в 1601 році за Олдерменом Патріком Брауном на землях, що були даровані йому королем. Він і його дружина жили там, але досить недовго. Під час громадянської війни на Британських островах і чергового повстання в Ірландії в 1642 році замок був обложений. Замок захищав гарнізон з 10 чоловік, що були мобілізовані в армію ірландських конфедератів. Цей замок, як і сусідній замок Денсрах (ірл. Deansrath) осадили англійські війська і, безсумнівно, цей замок спіткала та ж доля, що і замок Денсрах, що був практично повністю зруйнований. Вид на замок Айріштаун намалював художник Габріель Беранже в 1772 році. На картині замок лежить в руїнах.
Сьогодні залишки замку оточені сучасними житловими масивами, замок є пам'ятником історії серед сучасної забудови.